# The Harder They Come
The Harder They Come és una pel·lícula jamaicana dirigida per Perry Henzell i estrenada el 1972.
Conta la història d'un jove procedent del camp que va a Kingston per guanyar diners, continuant el somni de fer-se cantant. La pel·lícula conta totes les dificultats d'aquest jove, interpretat per Jimmy Cliff.
El rodatge, interromput sense parar per falta de mitjans, va durar dos anys.
Jimmy Cliff, Toots and The Maytals, The Slickers i altres artistes són a la Banda Sonora de la pel·lícula.

## Argument
La pel·lícula conta la història d'Ivan el provincià que ret visita a la seva mare a Kingston i vol fer-se cantant. La seva mare, molt pobra, li aconsella anar a veure més aviat un rector per trobar treball. Empès per la gana, s'hi resigna, però no renuncia i obté una audició a Hilton, un gras productor que li fa gravar The Harder They Come, composició de Jimmy Cliff que va gravar realment aquest títol en una presa, la primera. Negant-se, com l'acaba de cantar amb desconfiança, a abandonar els seus drets per a alguns dòlars, Ivan es nega a signar el contracte i el seu disc no surt.
El guió és inspirat de la vida de Rhyging, un gàngster jamaicà dels anys 1930, heroi popular abans de ser abatut per la policia.